# Baillie Walsh
Pour les articles homonymes, voir Walsh.
Baillie Walsh est un réalisateur britannique de vidéo-clips et de films. Il est connu pour avoir écrit et réalisé le film Flashbacks of a Fool (2008) mettant en scène Daniel Craig, Eve, Harry Eden, et Felicity Jones.
Walsh a réalisé des clips pour entre autres Massive Attack, Oasis et INXS.